# 평강천
평강천(平江川)은 부산광역시 강서구 대저1동에서 서낙동강과 분리되어 남쪽으로 대저동과 강동동·명지동 사이를 흐르다가 맥도강과 합쳐진 후, 명지동과 강동동 경계에서 순아교(順牙橋)와 순아수문(順牙水門)을 거쳐 다시 서낙동강과 합류하는 하천이다. 길이는 15.4 km이다.